# Sofie Svava
Sofie Svava (Dinamarca; 11 de agosto de 2000) es una futbolista danesa que juega como defensa en el Olympique Lyonnais de la Division 1 Féminine de Francia. Jugadora polivalente, puede desempeñarse en posiciones más adelantadas de centrocampista y extremo.
Es internacional absoluta con Dinamarca.

## Selección nacional
Svava es internacional con la selección nacional de Dinamarca, debutando en un partido amistoso contra Finlandia en enero de 2019. También ha aparecido en el equipo durante el ciclo de Clasificación para la Eurocopa Femenina 2021.

## Palmarés
Brøndby IF
- Elitedivisionen  (1): 2018/2019.
- Copa de Dinamarca Femenina (1): 2017/2018.

FC Rosengård
- Damallsvenskan (1): 2019.